# Ulrich II. von Passau
Ulrich II. (* unbekannt; † 31. Oktober 1221 in Ägypten) war von 1215 bis 1221 der 34. Bischof von Passau sowie der erste Fürstbischof. Er ist Namensgeber der Bischof-Ulrich-Straße.
Vor seiner Wahl zum Bischof war Ulrich österreichischer Protonotar.
Am 21. Januar des Jahres 1217 wurde Ulrich vom späteren Kaiser Friedrich II. der Ilzgau als sog. „Fahnenlehen“ übergeben. Dadurch machte ihn der König zum ersten Fürstbischof des Hochstifts Passau. Ulrich II. und seine Nachfolger waren demnach fortan reichsunmittelbare Fürsten. 1219 ließ sich Ulrich II. auf dem Georgsberg eine Burg errichten, die Veste Oberhaus. Er gründete außerdem auch mehrere Klöster im östlichen Teil des Bistums.
Ulrich II. starb am 31. Oktober 1221 auf dem Kreuzzug von Damiette in Ägypten.